# Bärbel Meurer

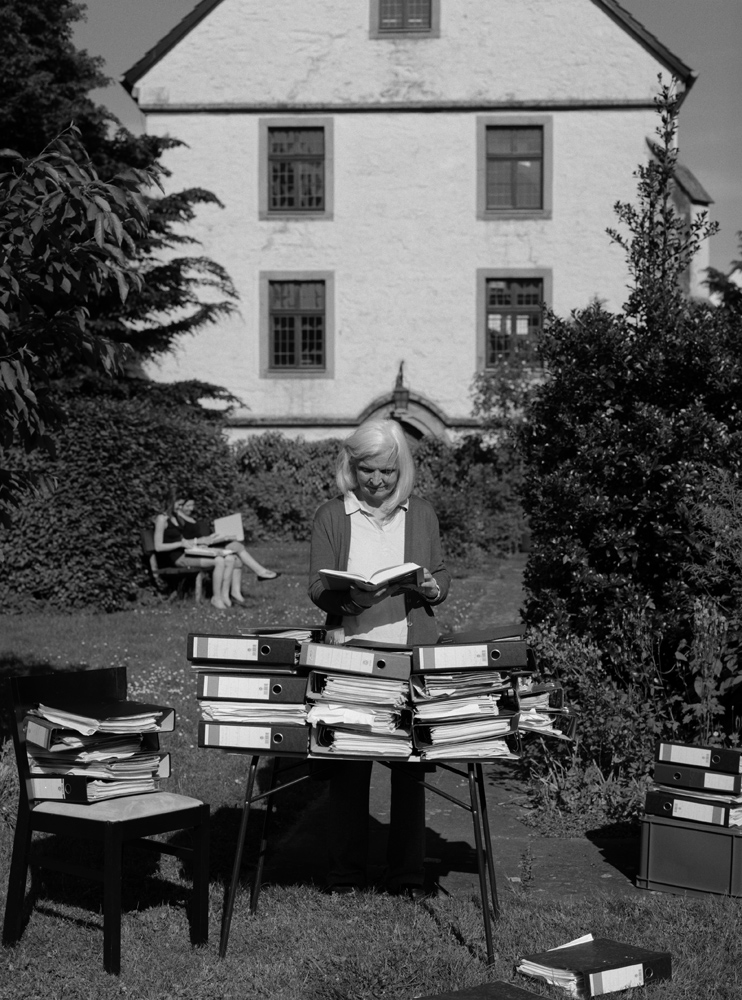
Bärbel Meurer mit ihrem Marianne-Weber-Archiv (Lemgo 2012)

Bärbel Meurer (* 8. April 1944; † 21. September 2024) war eine deutsche Soziologin.

## Leben
Nach dem Studium der Soziologie in Frankfurt, Münster und Berlin wurde sie 1972 mit der Dissertation Mensch und Kapitalismus bei Max Weber. Zum Verhältnis von Soziologie und Wirklichkeit promoviert.
1984 habilitierte sie sich in Osnabrück mit der Studie Bürgerliche Kultur und Sozialdemokratie. Eine politische Ideengeschichte der deutschen Sozialdemokratie von den Anfängen bis 1875. Sie lehrte als außerplanmäßige Professorin am Fachbereich Sozialwissenschaften der Universität Osnabrück. Als geisteswissenschaftlich und historisch orientierte Wissenschaftlerin publizierte sie vor allem fachgeschichtlich über Max und Marianne Weber.
Bärbel Meurer lebte in Bielefeld.

## Schriften
- Mensch und Kapitalismus bei Max Weber, Duncker & Humblot, Berlin 1974, ISBN 3-428-03252-7 (zugl. Dissertation Technische Universität Berlin 1972).
- Bürgerliche Kultur und Sozialdemokratie, Duncker & Humblot, Berlin 1988, ISBN 3-428-06390-2 (zugl. Habilitationsschrift, Osnabrück 1984).
- (Hrsg.): Marianne Weber. Beiträge zu Werk und Person, Mohr/Siebeck, Tübingen 2004, ISBN 3-16-148162-3.
- Marianne Weber. Leben und Werk, Mohr Siebeck, Tübingen 2010, ISBN 3-16-150452-6.